# Idacius
Idacius vagy Hydatius (5. század) ókeresztény író.
A gallaeciai Lemicában született, és 427-től Aquae Flaviae püspöke volt. Szent Jeromos krónikáját 467-ig folytatta.